# نايجل قاي ويلسون
نايجل قاي ويلسون (بالإنجليزية: Nigel Guy Wilson)‏ هو عالم لغوي كلاسيكي بريطاني، ولد في 23 يوليو 1935 في لندن الكبرى في المملكة المتحدة.